# Benedikt Brachtel
Benedikt Brachtel (* 4. Oktober 1985 in Starnberg) ist ein deutscher Komponist, Dirigent, DJ und Musikproduzent.

## Theatermusik
- 2012: Münchner Kammerspiele – Jiggy Porsche taucht ab (Regie: Philip Decker)
- 2013: Münchner Kammerspiele / Otto-Falckenberg-Schule: Es war auf einer Lichtung da sie das erste Mal Geld dafür nahm (Regie: Malte Jelden)
- 2013: Staatstheater Karlsruhe - Prinz Friedrich von Homburg (Regie: Martin Nimz)
- 2014: Theater Ulm – Der gute Mensch von Sezuan (Regie: Antje Schupp)
- 2015: Schauspiel Basel - Vom Verschwinden vom Vater (Regie: Antje Schupp)
- 2015: Vorarlberger Landestheater Bregenz – Bluthochzeit (Regie: Sigrid Herzog)
- 2015: Vorarlberger Landestheater Bregenz – Emilia Galotti (Regie: Sigrid Herzog)
- 2016: Theater Rampe - SPAM (Regie: Marie Bues)
- 2017: Maxim Gorki Theater – Ödipus & Antigone (Regie: Ersan Mondtag)
- 2018: Hoch X / Münchner Kammerspiele: Oradour (Regie: Karen Breece)
- 2018: Münchner Kammerspiele – Miunik Damaskus (Regie: Jessica Glause)
- 2018: Schauspiel Graz – Zauberberg (Regie: Alexander Eisenach)
- 2018: Schauspiel Köln – Wonderland Ave. (Regie: Ersan Mondtag, Uraufführung Sybille Berg)
- 2018: Theater Neumarkt Zürich – tba (Regie: Alexander Eisenach)

KOMPOSITION / MUSIKTHEATER (Auszug)
2017: Bayerische Staatsoper – Moses (Uraufführung, Regie:Jessica Glause)
2017: Bayerische Staatsoper – [CATARSI] (Uraufführung, AGORA Musiktheaterkollektiv)
2016/17: Bayerische Staatsoper – Prozessor I-III (Residency über die gesamte Spielzeit mit 4 Stückentwicklungen)
2016: Bayerische Staatsoper – Noah (Uraufführung, Regie: Jessica Glause)
2015: BCV Hall Lausanne - Ulysse Exp. No1 (Arrangement und musikalisches Konzept, AGORA Musiktheaterkollektiv)
2014: Maximiliansforum München – MYCEL (Musiktheater Performance Festival, Konzept, Produktion und Komposition des 3. Abends)
2010: „Tett“ – Suite für Streichtrio, Synthesizer und Gitarre
2009: „Lyrisches Intermezzo“ – Vertonungen von Heinrich Heine Gedichten (mit Lukas Rabe) für Jazz- trio und Bariton 2008: „Massacre du Printemps“ – Auftragswerk für das Janusensemble (Flöte, Klarinette, Ten Sax, Vibraphone, Tuba und Ebass); Aufführungen in Passau und Wien
2008: „Shall I compare thee“ – Shakespeare-Vertonung für moderne Bigband, Gesangsquartett (satb) und Live Electronics; Leitung und Aufführung mit dem Think Bigger Orchestra im Lentos-Kunstmuseum, Linz, AT 2007: „Arboresque – Musikalisches Wachstum eines Baumes“ – Vertonung für Bigband, Leitung und Aufführung mit dem Think Bigger Orchestra in Hallstatt, AT
2006: Rilke-Vertonung für Streich- und Jazzquartett sowie Sprecher. Aufführung mit Streichern des Münchner Rundfunkorchesters 2005: Theatermusik zu „Leonce & Lena“ (Georg Büchner). Für Tenorsaxofon, Gitarre, Kontrabass, Schlagzeug und Streichquartett

## Filmografie (Auswahl)
2015: The Farmer and I – Score zum 90-minütigen Dokumentar/Fullfeature von Mirja von Bernstorff
2014: Vitra Fiction – Musik zur Kursfilmserie von Art Director Florian Böhm
2011: Komposition und Tonproduktion des TV-Spots „Rockberries“
2012-2016: div. Kurzfilmproduktionen im Hochschulkontext
INSTALLATION / PERFORMANCE (Auszug)
2017: Bayerische Staatsoper [CATARSI] – Spezialisierung in 4DSOUND, Klanginstallation im Keller (Parcours)
2017: Galerie Heitsch, München – Audioliveperformance im Rahmen der Ausstellung von Leo & Björn
2016: SVS X 4DSOUND – Labelshowcase & Residency im Spatial Sound Institute Budapest
2016: Le Corbusier’s ATMA Building, Ahmedabad, Indien – Multikanal Audioinstallation im Rahmen der Ausstellung „Reflective Architecture“
2015: Akademiegalerie München – 24h Audioperformance im Rahmen der Ausstellung von Louisa Abdelkader
2014: Maximiliansforum München – MYCEL (Musiktheater Performance Festival, Konzept, Produktion und Komposition des 3. Abends)
2012: Designers Saturday Langenthal - Multikanal Audioinstallation für Vitra (Art Director Florian Böhm)
MUSIKPRODUKTION (Auszug)
2017: Bartellow – Panokorama (ESP Institute)
2017: Bartellow San Ground San – Shiroi Uma (SVS Records)
2017: Ankathie Koi – I hate the way you chew (Koproduziert mit Patrick Pulsinger)
2015: Pollyester - City of O (Disko B)
2014: Humming Birds EP (City Fly)
2014: Tambien – Der Elf (Public Possession)
2014: Tambien & Tiago – Untitled (Public Possession)
2014: The Tambien Project 2 (Public Possession)
2013: Tambien – Robusto / Sexualität (Public Possession)
2013: Tambien – Drogato (ESP Institute)
2012: The Tambien Project (Public Possession)
2011: The Bartellow Thrill EP (feat. Ogris Debris)
2011: Columbus – Hubble
2010: Columbus – Schwarzes Gold EP
2010: Columbus – Lovemachine EP
2008: Amos – Club Mixes feat. Bartellow
KONZERTE / LIVESETS / DJSETS (Auszug)
2012-2017 On tour mit Polyester: Moskau, Bukarest, New York, Mexiko-Stadt, Guadalajara, Madrid, Paris, London, Berlin, Wien, Rom, Amsterdam, Montreal etc.
Als DJ/elektronischer Liveact: London, St. Petersburg, Paris, Wien, Berlin etc.
2017 Bartellow Japan Tour: Tokio, Osaka, Hiroshima, Okayama, Osaka
2017 Bartellow US Tour: New York (3x), Los Angeles